# Misère au Borinage
Pour plus de détails, voir Fiche technique et Distribution.
Misère au Borinage est un film muet tourné en 1933 par Henri Storck et Joris Ivens. 

## Synopsis
Ce documentaire militant explore longuement la misère des mineurs, l'exploitation ouvrière au Borinage en cette époque, les conditions de vie difficiles des ouvriers de la houille, leurs maladies physiques, etc.

## Fiche technique
- Titre : Misère au Borinage
- Réalisation : Henri Storck et Joris Ivens
- Scénario : Henri Storck et Joris Ivens, sur une idée d'André Thirifays et Pierre Vermeylen
- Photographie : Henri Storck et Joris Ivens
- Montage : Helen van Dongen
- Production :
- Société de production :
- Pays :  Belgique
- Genre : Documentaire
- Durée : 36 minutes
- Dates de sortie : 
  -  Belgique : mars 1934

## Genèse
Lorsque Henri Storck revient en Belgique de son séjour en France où il a travaillé comme assistant pour Jean Grémillon et comme assistant et acteur pour Jean Vigo, les grèves viennent de s'abattre sur le Borinage. Denis Marion, André Thirifays et Pierre Vermeylen, animateurs du Club de l'Écran (ancêtre de la Cinémathèque royale de Belgique qu'ils fonderont quelques années plus tard) demandent au cinéaste de coréaliser avec Joris Ivens un film engagé sur les conditions de vie difficiles du prolétariat borain. Le film fut longtemps interdit et, comme pour Histoire du soldat inconnu (réalisé par Storck un an plus tôt), n'a été sonorisé que trente ans plus tard.

## Réalité et fiction
Dans le film, les deux auteurs avaient organisé, avec des figurants borains, une manifestation de mineurs marchant derrière un portrait de Karl Marx. La gendarmerie prit cette scène de cinéma pour une vraie manifestation et intervint pour la disperser, ce que la caméra de Storck et Ivens filme également. Walter Benjamin écrit alors dans L'œuvre d'art à l'époque de sa reproductibilité technique « De la même façon, grâce aux actualités filmées, n'importe quel passant a sa chance de devenir figurant dans un film. Il se peut même qu'il figure ainsi dans une œuvre d'art — qu'on songe aux Trois Chants sur Lénine de Dziga Vertov ou au Borinage de Joris Ivens. Chacun aujourd'hui peut légitimement revendiquer d'être filmé. »

## Œuvres réalisées avec les épreuves de tournage du film
- Autour du Borinage, de Jean Fonteyne (1933-1936)
- À chacun son Borinage, Images d'Henri Storck, de Wieslaw Hudon (1978)